# Thornaby-on-Tees
Thornaby-on-Tees ist eine Mittelstadt in der Konurbation Teesside in North East England. Sie liegt im südlichen Borough Stockton-on-Tees und wird zur zeremoniellen Grafschaft North Yorkshire gezählt. Die Stadt besitzt gemäß Volkszählung 2001 insgesamt 22.620 Einwohner.

## Geschichte
Die erste urkundliche Erwähnung Thornabys erfolgte um 800, als der Dänenkönig Halfdan den Ort an einen seiner Edelleute, Thormod, übertrug. So erhielt er den ursprünglichen Namen Thormodby. Indizien sprechen jedoch für eine weit frühere Besiedlung der Gegend. Mehrere Artefakte aus der Mittelsteinzeit wurden entdeckt, sowie im Jahre 1926 ein Einbaum, der aus den Jahren 1600–1400 v. Chr. datiert.
Nach der Schlacht bei Hastings (1066) übertrug der Normannenkönig Wilhelm I. die Kontrollgewalt über das Gebiet Clevelands mit Middlesbrough und Thornaby auf einen seiner Edelleute, Robert I. de Brus.
Am 9. September 1069 wurde Wilhelm durch den Dänenkönig Sven Estridsson in einer Schlacht bei York vernichtend geschlagen. Dabei wurde eine gesamte Garnison von etwa 3.000 Männern getötet. Wilhelm schwor daraufhin blutige Rache – alle von Estridsson kontrollierten Gebiete im nordöstlichen Yorkshire sollten restlos verwüstet werden.
Über die Jahrhunderte hinweg änderte sich der Name Thornabys mehrfach, der Ort hieß unter anderem Turmozbi, Thormozbi und Tormozbia. Die aktuelle Namensform erschien erstmals 1665. Der alte Dorfanger von Old Thornaby wurde schon bald von der aufkeimenden Stadt South Stockton überragt, die sich auf der Südseite des Flusses Tees (und damit zu Yorkshire gehörend) befand; auf der gegenüberliegenden Seite entwickelte sich Stockton-on-Tees. South Stockton wurde innerhalb Teessides Mitte des 19. Jahrhunderts zu einem wichtigen Standort des Schiff- und Maschinenbaus – eine Ziegelei wurde bereits 1825 gegründet. Am 6. Oktober 1892 schlossen sich South Stockton und Old Thornaby zur heutigen Stadt Thornaby-on-Tees zusammen.
1892 wurde die Stadt zu einem Municipal borough innerhalb der damaligen Grafschaft North Riding of Yorkshire. 1968 schloss sich der Borough zusammen mit Städten wie Middlesbrough, Redcar und Stockton-on-Tees zum neuen Borough Teesside zusammen, und 1974 wurde Thornaby-on-Tees in die neue Grafschaft Cleveland eingegliedert. Stockton-on-Tees auf der anderen Flussseite versuchte trotz seiner Zugehörigkeit zu einer anderen Grafschaft mehrfach, Thornaby einzugemeinden, scheiterte jedoch damit am Thornaby Borough Council. Erst 1974, als Thornaby über keinen Stadtrat mehr verfügte, wurde die Stadt Teil des neuen Borough Stockton-on-Tees. 1995 wurde jedoch ein Stadtrat wiedereingeführt. Ein Jahr später wurde Cleveland als Grafschaft aufgelöst und die Stadt anschließend North Yorkshire zugeführt.

## Verkehr

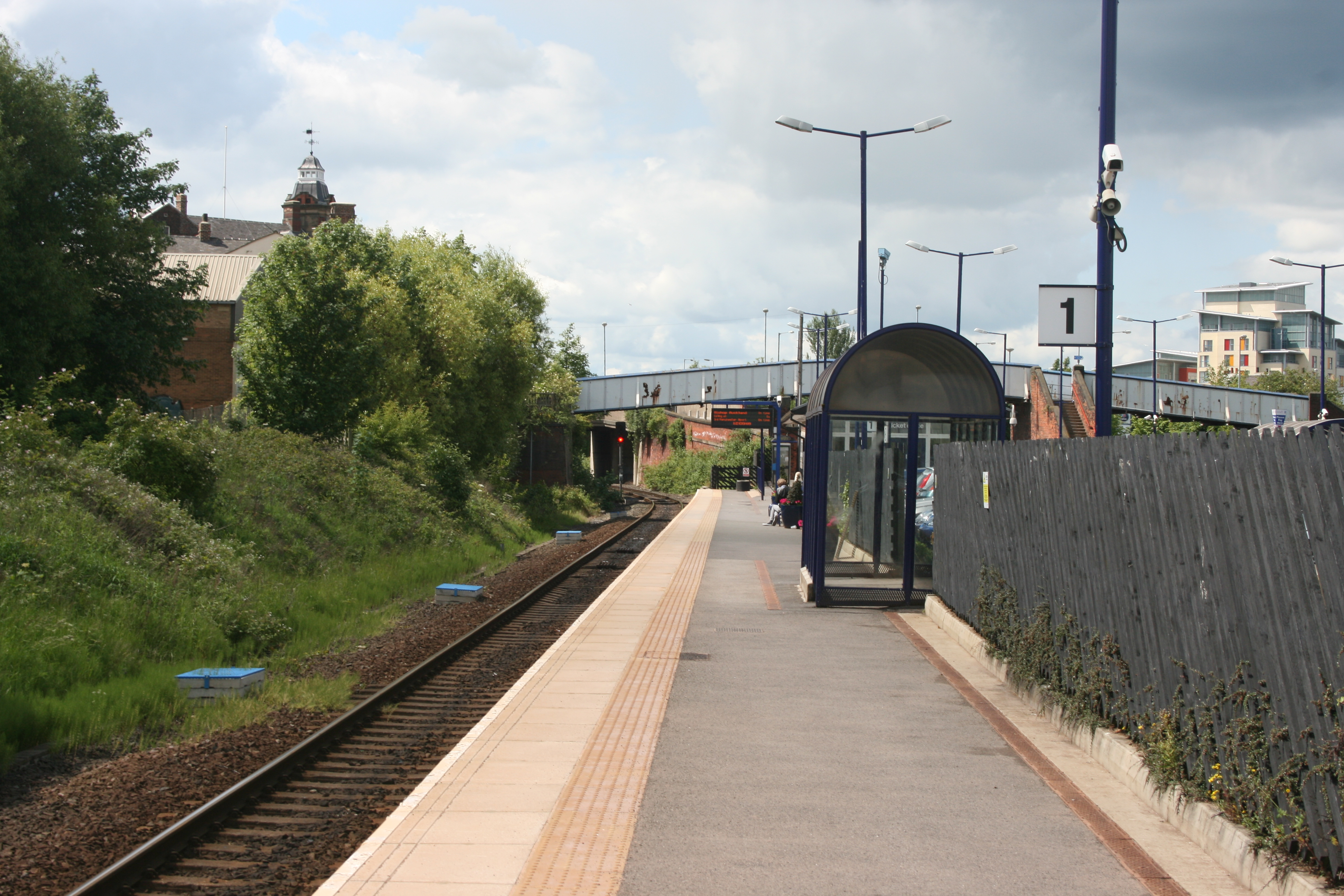
Bahnhof Thornaby-on-Tees

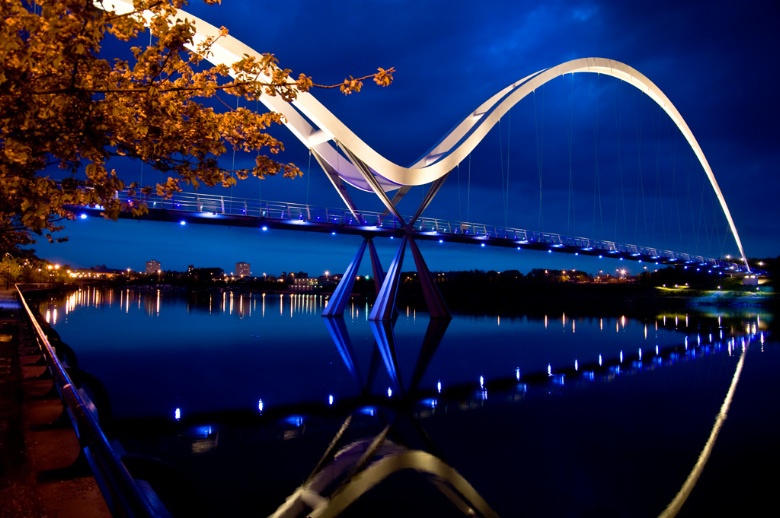
Die Fußgängerbrücke Infinity Bridge verbindet den Teesdale Business Park und den Queen's Campus der University of Durham in Thornaby-on-Tees am südlichen Ufer des Flusses Tees mit dem Tees Valley Regeneration Entwicklungsprojekt

Überregionale Straßenverbindungen existieren mit der A19 (Doncaster–Newcastle), der A66 (Workington–Grangetown) und der A174 (Thornaby–Whitby). Durch die Stadt führen außerdem die lokalen A-Straßen A1045 und 1130. Die nächste Autobahn – die A1(M) – liegt 20 km westlich bei Darlington.
Alle Züge auf der Tees Valley Line (Bishop Auckland–Saltburn-by-the-Sea) und der Durham Coast Line (Middlesbrough–Newcastle) bedienen den Bahnhof von Thornaby-on-Tees. Es existieren stündliche Verbindungen nach Sunderland und Newcastle im Norden sowie halbstündliche Verbindungen nach Darlington im Westen und Saltburn (via Middlesbrough) im Osten. Direktverbindungen nach Bishop Auckland existieren zu Stoßzeiten stündlich, ansonsten zweistündlich. First TransPennine Express bietet außerdem stündliche Verbindungen nach York, Leeds und dem Flughafen Manchester an. Sonntags verkehren die Züge nach Darlington stündlich, alle anderen zweistündlich. First TransPennine Express betreibt den Bahnhof der Stadt.
Der Flughafen Durham Tees Valley befindet sich 10 km südwestlich der Stadt und ist über die A66 (Ausfahrt Long Newton) zu erreichen. Er besitzt zwar auch einen Haltepunkt auf der Tees Valley Line, dieser wird jedoch nur zwei Mal pro Woche bedient und kaum genutzt. Vom Haltepunkt bis zum Terminal hat man einen Fußweg von 15 Minuten zurückzulegen.

## Persönlichkeiten

### Söhne und Töchter der Stadt
- Pat Barker (* 1943), Schriftstellerin und Historikerin
- Richard Griffiths (1947–2013), Schauspieler